# Pistol Packin 'Mama
"Pistol Packin 'Mama" es una canción popular de 1943 escrita por  Al Dexter, quien adaptó la melodía de "Boil Them Cabbage Down ". 
Bing Crosby junto con Andrews Sisters  grabaron la canción el 27 de septiembre de 1943 para Decca Records, fue el primer número uno en las listas de discos de Juke Box Folk. Patty Andrews recordó que ella y sus hermanas estaban bastante divertidas y tuvieron que contener la risa cuando Crosby improvisó "dejar esa cosa antes de que suene y lastime a alguien".
La grabación de Bing Crosby de "Pistol Packin 'Mama"  fue todo un éxito alcanzó la posición # 3 en la tabla de Harlem Hit Parade . Al igual que con la grabación de Bing Crosby, la versión de Al Dexter apareció en la lista de Harlem Hit Parade, en el puesto # 5.

## Cultura popular
- La versión de la canción de Bing Crosby  aparece en los videojuegos LA Noire y Fallout 4, en las estaciones de radio del juego y en el episodio "The Atomic Job" del Agente Carter .
- El coro de la canción se usó para la campaña publicitaria televisiva de la década de 1970 en Reino Unido para Rowntree's Fruit Pastilles, con el lema "Pastille Pickin 'Mama, pasa esas pastillas".
- En el episodio # 151 de Hee Haw, toda la banda de Hee Haw, dirigida por Buck Owens, interpretó la canción frente al pajar.
- También se hace referencia continuamente en el punto Milligan 's Adiós Soldado (1986), que es parte de sus memorias de la Segunda Guerra Mundial e inmediatamente después de ella. En él, afirma que a Mussolini no le gustaba el jazz, después de ser derrotado, los italianos se estaban metiendo en el jazz, y como la versiòn de Crosby  era popular en todo el mundo en aquel entonces, esta era una de las canciones que Milligan y su grupo a menudo se le pedía que cantara.
- En un episodio de 1964 del programa de televisión McHale's Navy titulado "The Rage of Taratupa", la canción es cantada varias veces por el personaje Harley Hatfield, interpretado por el actor Jesse Pearson.
- Una fortaleza voladora B17-G llamada "Pistol Packin 'Mama" se perdió el 20 de julio de 1944 en una misión a Leipzig.